# Glossaire de la fortification médiévale

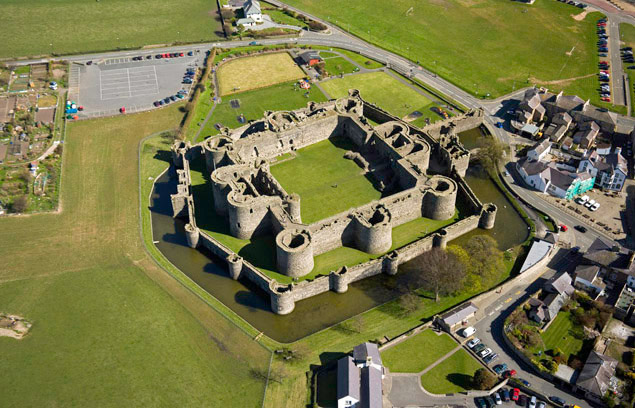
Exemple réel de photo prise en plan aérien d’un château médiéval comportant une large partie des termes de ce glossaire : château de Beaumaris (Pays de Galles)

Ce glossaire répertorie les termes employés dans le domaine de la fortification médiévale.
- Haut – A
- B
- C
- D
- E
- F
- G
- H
- I
- J
- K
- L
- M
- N
- O
- P
- Q
- R
- S
- T
- U
- V
- W
- X
- Y
- Z

## Q - R - S

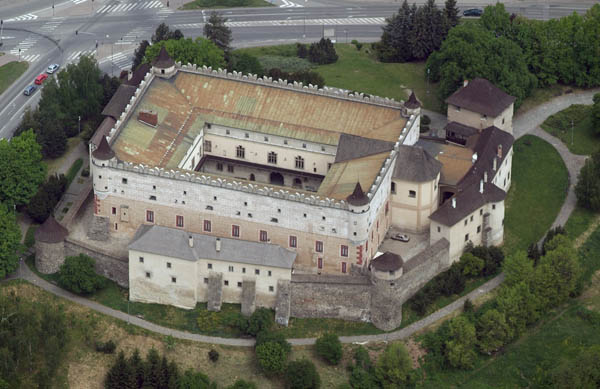
Château fort de Zvolen (XII, Slovaquie)

## A
- assommoir

## B
- barbacane
- barrière de protection
- bastille
- bâtie
- bretèche

## C

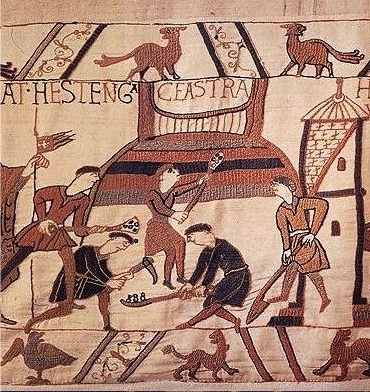
Motte castrale de Hastings, tapisserie de Bayeux (vers 1080)

- caponnière
- château et châteaux forts
- châtelet
- courtine
- cunette
- créneau

## D
- donjon
- douve

## E
- échauguette
- église fortifiée
- embrasure

## F
- fausse braie

## G
- guette

## H
- herse
- hourd

## L
- lice
- logis seigneurial

## M

Motte castrale

- mâchicoulis
- maison forte
- manoir
- merlon
- meurtrière
- moineau voir caponnière

## P
- pont-dormant
- pont-levis
- poterne

## T
- tour
- trou de loup